# Altnurga
Altnurga est un village à Jõgeva, en Estonie.